# كدمة أبو العز

تعديل مصدري - تعديل

كدمة أبو العز هي إحدى قرى عزلة جعار بمديرية خنفر التابعة لمحافظة أبين، بلغ تعداد سكانها 53 نسمة حسب تعداد اليمن لعام 2004.